# Prova de Fogo (bloco carnavalesco)
Prova de Fogo é um bloco carnavalesco de rua de Fortaleza, Ceará, Brasil. Sai à rua no carnaval da Avenida Domingos Olímpio. Existe pelo menos desde a década de 1940, pois é citado em uma música de Lauro Maia gravada por Quatro Ases e Um Coringa pela Odeon.
Foi o 7º colocado em 2013, o 6º colocado em 2014, e novamente o 6º colocado em 2015.
Em 2016, obteve a 5ª colocação no Carnaval de Fortaleza.